# Oued Zenati
Oued Zenati là một đô thị thuộc tỉnh Guelma, Algérie. Dân số thời điểm năm 2002 là 27.254 người.